# Jiří Urban (politik)
Jiří Urban (* 21. února 1960) je český zemědělský odborník a politik.
V 90. letech vedl Svaz ekologických zemědělců ČR PRO-BIO. V roce 2004 spoluzakládal Institut pro ekologické zemědělství a udržitelný rozvoj krajiny.
1. července 2008 byl ministrem Gandalovičem (ODS) jmenován do nově zřízené funkce náměstka pro environmentální agendu a ekologické zemědělství. Z funkce byl odvolán v červenci 2010.
Jiří Urban je členem Strany zelených.